# Institut de la Sainte-Union de Dour
L'institut de la Sainte-Union de Dour est fondé le 20 mai 1844 par des dames de la congrégation de la Sainte-Union. Celles-ci sont envoyées par leur fondateur, Jean-Baptiste Debrabant. Aujourd'hui, cette école propose un enseignement de la maternelle au secondaire. Au niveau secondaire, elle offre des formations générales, techniques et professionnelles.

## La fondation de la congrégation des sœurs de la Sainte-Union.
En 1828, Jean-Baptiste Debrabant fonde la congrégation des sœurs de la Sainte-Union, lors d'une rencontre avec 9 femmes catéchistes à Douai. Ces sœurs créent des écoles destinées aux enfants les plus démunis dans le nord de la France et une première en Belgique à Kain en 1833. La Sainte-Union de Dour est fondée en 1844. L'apprentissage était centré sur l'éducation de la religion chrétienne.
Au départ, Jean-Baptiste Debrabant assure la direction de la congrégation de la Sainte-Union. En 1840, la sœur Eulalie Ramon devient la supérieure générale, elle est alors à la tête d'une centaine de femmes qui ont fait leurs vœux en tant que sœurs de la Sainte-Union.

## Évolution du costume des sœurs
Du XIXe siècle à la première moitié du XXe siècle, les religieuses de l’institut La Sainte-Union portaient un voile noir avec une large bande plissée blanche, ce qui caractérisait leur ordre. Elles avaient aussi un col blanc qui dépassait de leur longue robe noire qui étaient très large au niveau des manches. Une croix en argent était attachée sur leur cœur avec une épingle. Celle-ci était suspendue à une ganse de soie noire qui faisait le tour du cou.
En 1833, une croix et le nom de "Sainte Union" ont été attribués aux religieuses. Dès lors, elles commencèrent à se donner le nom de "Sœur".
Il faut attendre le Vatican II pour que le costume des religieuses se modernise un peu. Les robes sont un peu moins longues et on supprime les larges manches et le grand ruban auquel était accroché la croix. Le large plissé blanc du voile est remplacé par un liséré blanc.

## La vie au pensionnat
Les pensionnaires de la Sainte-Union des Sacrés-Cœurs à Dour étaient très encadrés. À l'époque, ils rentraient chez eux uniquement pendant les vacances. Les week-ends, les sœurs organisaient des spectacles durant lesquels les pensionnaires présentaient des poèmes, des morceaux de piano, du chant ou encore des saynètes. Les spectacles étaient joués dans la salle des fêtes.

## Couvent deTrichères.
Autrefois, les bâtiments de la Rue Neuve (actuellement Rue de Roi Albert) étaient le couvent des religieuses. En 1866, ces bâtiments sont devenus trop petits, c’est pourquoi la congrégation décida d’acheter un immeuble situé à la grand-rue à Dour. Le bâtiment possédant un clocheton surmonté d’une croix était l’ancien couvent des Dames de la Sainte-Union.
En 1872, la Direction de l’école décida de construire une nouvelle école dans le quartier ouvrier de Trichères que l’on appellera « le tordoir ». Les deux couvents seront indépendants jusqu’en 1927.

## La Sainte-Union pendant laPremière Guerre mondiale.

### Les Anglais et les sœurs.
En août 1914, pour les sœurs, l’Angleterre représentait une nation majeure et responsable de la sauvegarde des libertés dans la région. Une relation d’amitié s’est créée lorsque les religieuses ont hébergé et soigné une compagnie britannique. Dans un extrait du carnet des sœurs figure ces phrases « Combien ces chers enfants d’Albion étaient heureux et reconnaissants de nos petits dons »… ou encore «  pour cette Angleterre devenue chère pour nous, à cause du dévouement de ces guerriers à la cause du droit et de la justice, nos vœux de vrai bonheur spirituel et temporel s’élèveront chaque jour auprès du Trône de Dieu, afin de hâter le retour à la vrai foi de cette nation si grande et si généreuse  ». Ils étaient alors pour elles de vrais héros.

### Le quotidien durant la guerre.
En février 1918, le couvent a été réquisitionné par l'armée allemande. Les sœurs vont alors occuper la gendarmerie et par la suite la « Villa des Roses » qui n'était pas adaptée à l'enseignement, elles donneront donc cours dans des bâtiments annexes.

## La Sainte-Union dans l'entre deux guerres.
En décembre 1918, les sœurs de la Sainte-Union retournent à leur couvent.
Le 20 janvier 1919, sept pensionnaires sont revenues préparer les classes pour le lundi 27 janvier où ils accueilleront les classes du pensionnat ainsi que des salles d'enfance.
Pendant la fête de Pâque 1919, plusieurs sœurs fournissent un long travail de nettoyage de la chapelle et du pensionnat.
Le nombre d'élèves augmente ainsi que leurs difficultés causées par la guerre.
Les sœurs organiseront en 1921 un spectacle dédié à Jean-Baptiste de Brabant ainsi qu'une fête de leur Congrégation cinq ans après et également des excursions en fin d'année.
De 1918 à 1940, les sœurs accueillent et instruisent les élèves qui ne cesse d'augmenter contrairement au nombre de sœurs qui diminue. Elles sont dix-neuf en 1920, seize en 1919 et ensuite 1939 (à la suite des départs, des retraites et des décès) elles ne sont plus que sept.
En 1923, les garçons sont très peu (six) par rapport aux filles (soixante).
Elles ne peuvent pas être pensionnaires à partir de 1931.
En 1927, l'école de Saint Joseph dépend du couvent de la Sainte-Union à cause du nombre insuffisant de religieuses.
L'an suivant, l'école secondaire est fondée, elle propose des cours de coupe, d'enseignement ménager ainsi que de la sténodactylo.
Entre 1934 et 1935, l'école ouvre une section ménagère. Celle-ci est complétée l'année d'après par des cours de coupe et de travaux d'aiguille. Ces options connaîtront un bon succès.
En été 1939, La Sainte- Union organise des classes d'été dans lesquelles les élèves viennent avec leurs cahiers et leurs livres plusieurs fois par semaine.
En janvier 1939, l'école présentera " Les aventures de Blanche neige " au Cercle ouvrier Saint Victor qui connaitra un franc succès. 

## La Sainte-Union pendant la Seconde Guerre mondiale.

### Problèmes de ravitaillement
Pendant la Seconde Guerre mondiale au moment de la pentecôte la Belgique est envahie. En conséquence les élèves ne peuvent plus aller à l'école, la plupart des élèves retournent sur les bancs en juin, et donc l'année scolaire est allongée jusqu'au 10 août. En mai 1940, les sœurs d'Élouges, de Thulin, les institutrices et les évacués se réfugient à la Sainte-Union.
La Sainte-union va connaître des problèmes de ravitaillement. Les sœurs vont payer les denrées difficiles à trouver grâce à la richesse du jardin. En 1941, le charbon vint aussi à manquer mais heureusement Madame La Supérieure et la
prévoyante Mère Jeanne Émilie veillent à ce que tout rentre dans l'ordre. En ce temps de guerre, toutes les écoles de Dour ainsi que certaines personnes âgées et aveugles recevaient de la soupe avec 1 ou 2 fois par mois une couque.
Les sœurs continuent d'organiser diverses activités telles que des fêtes, des chants et des prières qui permettent de remonter le moral des Dourois qui subissent de nombreuses répressions et arrestations.

## La création de l'école ménagère et commerciale.
Après la seconde guerre mondiale, l'école offrait des cours du maternelle au secondaire. Seules les filles y avaient leurs places. Les cours enseignés permettaient aux jeunes filles de 14 à 16 ans de se préparer à la vie active en plus de matières un peu plus générales (géographie, éducation physique, mathématiques, français, etc.), ainsi que l'écriture, la couture et la cuisine.

## La dernière communauté.
Le premier directeur laïc de la Sainte-Union était Monsieur Dupas, en 1984.
Sœur Marie-George et sœur Françoise-Marie, les deux dernières religieuses, quitteront le couvent de l'Institut la Sainte-Union pour intégrer le couvent de Kain, en 1998.

## Options que propose l'école
Dans la section générale de transition, il y a les options latin, mathématique, sciences et langues modernes. La section technique de transition propose les options sciences sociales et éducatives et en technique de qualification, se trouvent les options secrétariat-tourisme ainsi que technicien(ne) en comptabilité. Enfin, en professionnel, il y a les options suivantes : auxiliaire administrative et d'accueil, aide familiale, 7e gestionnaire de très petites entreprises ainsi que 7e aide soignant(e).

## Evolution de la Sainte-Union
En 1968, madame Andrée Dejaegere  (Sœur Andrée Noël, directrice de l'établissement) émet l'idée d'ouvrir un cycle supérieur ; jusque là, les élèves fréquentaient les 3 premières années de l'enseignement secondaire, appelées, à l'époque "école moyenne" puis quittaient pour aller suivre le cycle supérieur dans une autre école afin de pouvoir poursuivre des études supérieures ou universitaires.  Les élèves qui restaient pouvaient faire une année de finalité , "la 4ème finalité" qui pouvait les préparer à entrer dans la vie professionnelle comme employée de bureau. Une section professionnelle permettait une formation pratique : coupe couture et activités ménagères.
Ainsi donc, en septembre 1968, la première année du cycle supérieur "techniques commerciales" est organisée pour un groupe d'élèves terminant "l'école moyenne" ;  parmi elles, certaines obtiendront leur certificat d'enseignement technique secondaire supérieur en juin 1971.  Ce certificat leur permettra d'accéder aux études supérieures ou à l'université.  Pour l'entrée à l'université, l'examen de maturité était nécessaire et pour les diplômés de l'enseignement technique, ce certificat de maturité devait être obtenu auprès de jury central.
En 1972, madame Andrée Dejaegere (Sœur Andrée Noël), décide de se lancer dans la création du rénové (enseignement de type 1). Cette innovation change à jamais la physionomie de l'institut : d'école professionnelle et technique, elle devient une école présentant les trois types d'enseignement cité ci-dessus. Ces différents changements entrainent une augmentation sans cesse croissante du nombre d'élèves. D'où, un besoin sans cesse croissant de locaux : sous la surveillance de Jean-Pierre Legrain, puis de Ghislain Formule, l'école se lance dans une série impressionnante de travaux.
En 1998, les dernières religieuses (sœur Françoise-Marie et sœur Marie-Georges) quittent définitivement Dour.
Six ans après, l'école primaire déménage pour aller s'installer dans les anciens bâtiments des Câbleries, rue du roi Albert.
En 2011, Pierre Dupas quitte l'école après 27 années de direction. Il est remplacé pendant un an par Ghislain Formule, auquel succédera Manu Bortolin.
En 2022, celui-ci quitte ses fonctions et est remplacé par Sébastien Cornard.
Sous la direction de ces derniers, l'école continue : 
- à s'étendre (location d'une prairie voisine pour terrain de sports, aménagement d'un nouveau parking rue Fleurichamps, achat d'un nouveau terrain pour y aménager de nouvelles classes modulaires et accessibles aux personnes à mobilité réduite, ainsi qu'un nouveau terrain de sport en 2014-2015);
- à évoluer : ouverture en septembre 2014 d'une section littéraire et d'une section langues modernes au troisième degré de l'enseignement général, en attendant la réforme du premier degré prévu pour 2015.

La cour a été fortement agrandie et recouverte de macadam. Un vaste préau y a pris place le long du bloc C.
Cette ancienne classe de dactylographie, après avoir été aménagée durant de nombreuses années en chapelle, est à présent occupée par le bureau de Madame Préseaux, l'actuelle sous-directrice.
La façade principale de l'école a subi de grandes modifications telles que la démolition du clocher de la chapelle, l'enlèvement des grilles et du portail, ainsi que la transformation d'une des entrées de l'école en une cabine électrique.
Le préau aménagé en 1960 en même temps que le bloc B (salle de gym...) a été remplacé en 2013 par 4 vestiaires.
Dans les années 1980, la Cour d'Honneur a été réaménagée en un parking pour les membres de la direction, de l'économat et du secrétariat.
À la suite des travaux de réaménagement du bloc D (2008), l'ancienne aire de jeux des élèves de l'école maternelle (partie s'installer en 2005 avec l'école primaire dans les anciens bureaux des Câbleries de Dour) a été transformée en un imposant escalier avec gradins.
En 1966, soit 3 ans après la construction du bloc A, un préfabriqué lui a été adjoint, doublant ainsi la superficie du rez-de-chaussée de ce bloc. Un parking pour les enseignants accessible depuis la cour "Manot" avait été aménagé le long de ce préfabriqué.
Ensuite, des travaux de terrassement ont été entrepris en 1988 à proximité de ce préfabriqué, lors de la construction du pavillon initialement destiné à accueillir les classes maternelles et qui accueillent aujourd'hui la salle des professeurs.
Les bâtiments en évolution.
L'Institut de la Sainte-Union regroupe quatre blocs (A, B, C et D). Une cour de récréation, qui a été agrandie, se trouve en face du bloc C et des préaux ont été mis à disposition afin de protéger les élèves du mauvais temps. Avant d'être une école secondaire, c'était une école maternelle et primaire. En face des blocs se trouvaient une aire de jeux pour ces enfants, cette aire a été supprimée et a laissé place à des gradins.
Un clocher avait sa place au bloc D, un grillage et un portail ont tous trois été démolis afin de laisser place à la cour d'honneur, qui est à présent une zone de parking réservée aux membres de la direction, de l'économat et du secrétariat. Le bureau de la sous-directrices a subi plusieurs transformations et modifications étant donné ce fut une classe de dactylographie, avant d'être une chapelle .
En 1960, le bloc B a été instauré en même temps que le préau, maintenant remplacé par des vestiaires mis en 2013.
le bloc A a fait son apparition en 1963 soit trois ans avant la construction des préfabriqués (rajouté pour doubler le volume du rez-de-chaussée). Devant celui-ci se trouve actuellement la salle des professeurs qui était autrefois un espace réservé aux classes maternelles.

## La Sainte-Union dans le monde
En 1859, les Pères Bénédictins demandèrent à la congrégation d'envoyer des sœurs en Angleterre ainsi qu'en Irlande dès l'an 1863. Aujourd'hui, les sœurs sont encore présentes en Angleterre, au Pays de Galles et en Écosse.
Un groupe de la mère Héléna alla aux États-Unis en 1886. Elles fêtaient donc, en 2011, leurs 125 ans.
En 1890, cinq des filles de Jean Baptiste Debrabant ont décidé de se rendre aux Antilles à île Saint-Kitts et à Saint-Thomas.
Le 22 février 1931, les quatre sœurs prirent le large vers l'Afrique à Dschang où elles ont été très bien accueillies. Malheureusement, une des sœurs décéda à la suite d'une maladie le 7 juin 1931.
Les trois autres formèrent dès 1960, une congrégation diocésaine au désir de l’évêque. Une vingtaine de jeunes voulaient faire partie de la congrégation de la Sainte-Union et elles sont maintenant dans leur première formation.
Aujourd'hui, le nombre de sœurs a atteint la quarantaine. Elles sont dynamiques, enthousiastes et réparties dans 10 communautés différentes. Elles travaillent maintenant dans des écoles ou dans des dispensaires.
En 1959, la maison Généralice a déménagé à Rome, se trouvant à la base à Tournai. Quatre sœurs y sont présentes actuellement.
En 1980, un second groupe de sœurs est parti en mission en Tanzanie. Elles ont, à présent, accueilli 9 Tanzaniennes et Kényanes. En 2009, elles ont ouvert un collège prénommé "Jean-Baptiste Debrabant".
Durant l'année 1982, un autre groupe de sœurs est parti en Argentine. Sous les conseils de JBDB, elles y ont ouvert un collège. Elles vécurent parmi les plus démunis dans des barrios et luttèrent pour plus de justice.
En 2009, une des sœurs nommée Élisabeth (qui est devenue directrice d’une école en 2010) a pris son envol pour Haïti pour sa première mission. À présent, deux autres l'ont rejointe à Port-au-Prince. C'est la dernière mission de la congrégation en date.
À présent, la Sainte-Union est ouverte aussi bien aux catholiques qu'aux laïcs.

### La Sainte-Union enEurope

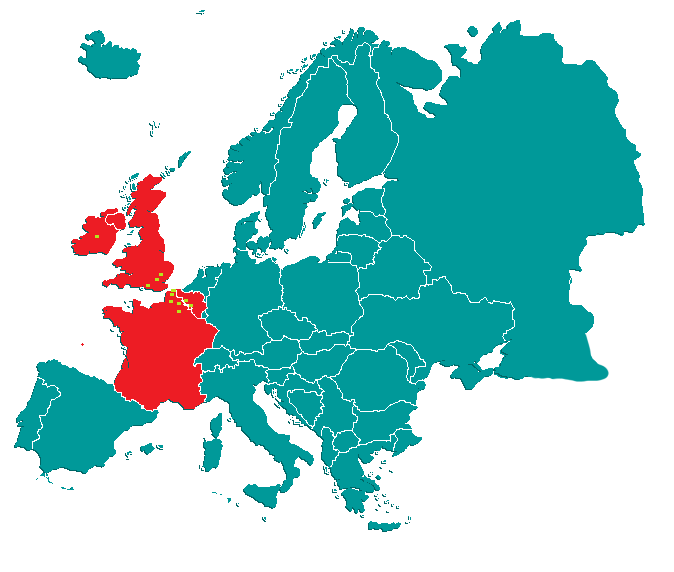
La Sainte Union en Europe

#### EnFrance
En 1828, la sainte Union fait son apparition en France grâce à l'aide de Lucie Contraine. Jean Baptiste Debrabant voit ouvrir la première école de la congrégation de la Sainte-Union à Douai. Suivront ensuite les instituts de Wormhout, Saint Pol sur Mer, Bergues et Lambersart. Pas moins de 4400 élèves y sont scolarisés.

#### EnBelgique
En 1838, la congrégation de la Sainte-Union s’installe en Belgique avec la création des instituts dans les villes de Kain, Dour et Tournai. Elles accueillent chacune une école maternelle, primaire et secondaire. Sous le même nom : Institut la Sainte-Union.

#### EnAngleterre
En 1853, en Angleterre, le couvent de la Sainte-Union à Londres débarque. Il porte actuellement le nom de « St Catherine's Catholic School for Girls ». L'école est réservée à la gent féminine. Les règles sont de rigueur et les élèves doivent porter un uniforme.
" La sainte-Union Catholic School" apparait en 1861 dans le nord de Londres.
Imelda Staunton fut élève dans cet institut et jouera plus tard dans le rôle de Professeur Dolores du célèbre film Harry Potter : L'ordre du phoenix.
En 1899, dans la ville de Essex, L'institut de Grays convent high school ouvre. L'institut se voit attribuer le prix Beacon School décerner aux écoles ayant de bonnes pratiques et qui par la suite reçoivent un financement du gouvernement.
Et enfin, en 1904 à Southampton l'école de St Anne's Catholic School voit le jour.

#### EnIrlande
La sainte-union a investi l'Irlande dans la ville de Banahger. La Sainte-Union secondary school a fusionné avec le collège communautaire de saint Rynagh et de la fusion de ces instituts en résulte le collège Banahger.

### La Sainte-Union enAmérique
Quand Jean-Baptiste De Brabant a vu la mort se rapprocher, il dit aux sœurs : " Allez en Amérique ! "

#### EnArgentine
Alors, en 1890, des sœurs sont parties en Argentine. Elles y ont construit de grands collèges.
Mais en 1992, elles ont voulu plus de justice pour les pauvres. Elles ont donc quitté les collèges et sont parties vivre avec eux. Certaines des sœurs vivent dans des baraquements.

#### États-Unis
En 1886, le groupe Mère Héléna, venant de Frasnes-lez-Anvaing, en présence d'une sœur française et de huit sœurs irlandaises est arrivé à New-York. Il y a eu une quinzaine d'établissements créés sur la côte Est. Leur année jubilaire débute le 17 octobre. Pour être en union et rendre grâce avec elles, les sœurs ont envoyé le texte traduit de la prière d'ouverture. Helena a même été supérieure provinciale d'Amérique du Nord jusqu'en 1929, et mourut 8 ans plus tard à l'âge de 88 ans.
Vers le 25 mars 2011, dans l'église de Frasnes où mère Helena a été baptisée, a été placée une plaque commémorative en son honneur, un moment de joie pour la " famille Sainte-Union ".
En 2014, les sœurs fêtent la présence de la Sainte Union aux États-Unis.

#### Haïti
La dernière mission de la congrégation lancée est " l'unité Mission en Haïti ".
En 1987, l'Église appelle les congrégations pour aider les plus pauvres en Haïti. En 1988, la congrégation accepte même si le nombre de sœurs ne cesse de diminuer.
Actuellement, 3 sœurs vivent à Port-au-Prince. Une sœur accueille des centaines d'enfants par jour dans un centre nutritionnel qu'elle a créé. Une autre s'occupe d'une école maternelle et la troisième s'occupe des étudiants. Le séisme que la population a subi de 2010 à 2012, elles l'ont vécu aussi. D'autres se sont établies à Saint-Michel-de-l'Attaye. Celles-là travaillent dans l'éducation de personnes de tous âges.
En 1995, l'ONG "Haïti présence" a été créé par des sœurs et des laïcs de la Sainte Union à Douai. Elles travaillent à trouver des fonds pour aider les sœurs qui sont à Haïti.
En 2009, une sœur camerounaise de la congrégation qui s'appelait Elisabeth s'est envolée pour Haïti. Elle est même devenue directrice d'une école.
Depuis quelques années, la Sainte Union à Dour organise une marche parrainée pour la mission en Haïti.